# Estación de ferrocarril de Sarajevo
La Estación de ferrocarril de Sarajevo (en bosnio: Glavna željeznička stanica u Sarajevu) se encuentra en la parte norte de la ciudad, a tres kilómetros del centro y es la estación de tren más importante de Bosnia y Herzegovina. Fue construida en 1882 y en 1950 fue reemplazada por el edificio actual.

## Historia

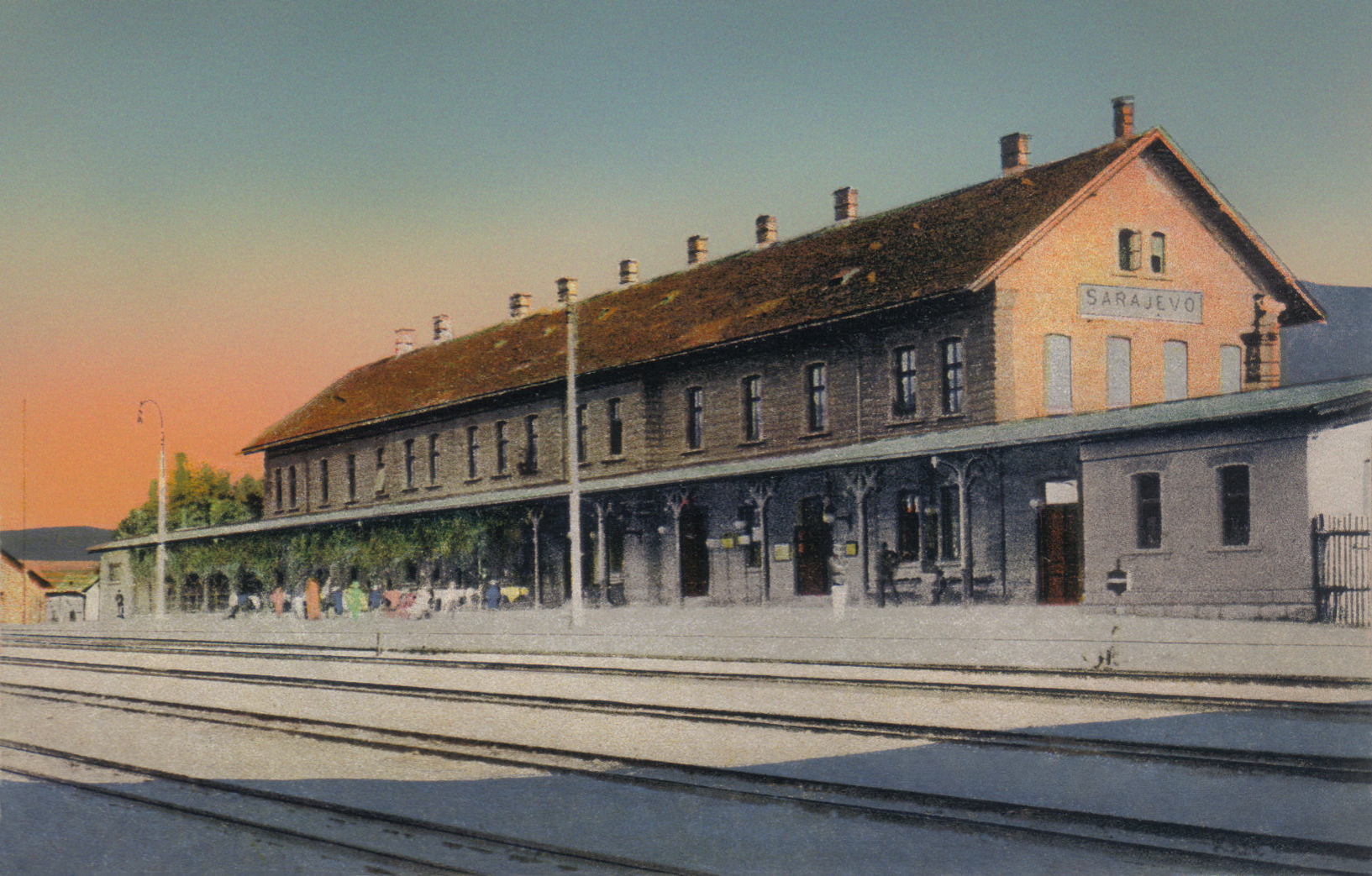
Edificio original de 1882.

El edificio de la estación fue construido en 1882 cuando Sarajevo formaba parte del Imperio Austrohúngaro y fue restaurado en 1950, en cuyo nuevo diseño participaron por arquitectos checoslovacos y fue finalizada por Bogdan Stojkov.
En diciembre de 2009, se reanudó el servicio internacional ferroviario entre Sarajevo y Belgrado tras 18 años de interrupción en la línea debido a la guerra de Yugoslavia.

## Conexiones
La estación está conectada con la línea 1 de tranvía de la ciudad en dirección Baščaršije y la línea 4 a Ilidža.